# West Wycombe Park
West Wycombe Park est une propriété située dans le village de West Wycombe à l’ouest de High Wycombe dans le comté de Buckinghamshire en Angleterre. L’édifice principal du domaine est un château anglais construit entre 1740 et 1800 pour Francis Dashwood, 11e baron le Despenser. la demeure est édifiée sur un plan rectangulaire. Elle est grandement inspirée par le style palladien, comportant frontons et colonnes.
Le château résume toute la progression de l'architecture britannique du XVIIIe siècle, de l'architecture palladienne au néoclassicisme, bien que des anomalies dans sa conception la rendent unique sur le plan architectural. Le manoir est situé dans un parc paysager du caractéristique du XVIIIe siècle qui abrite de nombreux petits temples, fabrique de jardin satellitaires de la demeure principale.
L’édifice est donnée au National Trust en 1943 par le Baronnet John Dashwood. La famille Dashwood conserve néanmoins la propriété du domaine. Depuis 1954 le château est un monument classé en catégorie I, c’est-à-dire comme édifices d'un intérêt exceptionnel. La propriété est ouverte au public pendant les mois d'été et sert à l’organisation de divers évenements des mariages et séminaires d'entreprise, ceci permettant de financer son entretien et sa maintenance.

## Histoire
Le domaine de West Wycombe est acquis par Francis Dashwood 1er Baronnet, et son frère Samuel Dashwood en 1698. Dashwood démolit le manoir existant et construit un manoir moderne sur un terrain plus élevé à proximité. Cette maison de maître forme le cœur de l’édifice actuel. Les premières représentations de la demeure montrent manoir de forme carré en briques rouges avec un parement en pierre et une toiture à quatre pans, dans le style contemporain Queen Anne.

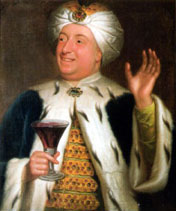
Sir Francis Dashwood, 2e Baronnet.

En 1724, Dashwood lègue le manoir à son fils de seize ans, le 2e baronnet, également dénommé Francis Dashwood. Il hérite plus tard du titre de Baron le Despencer par sa mère. Francis Dashwood est connu pour être un membre fondateur de la Société des Dilettanti
. Il a aussi créé le Hellfire Club près du château, dans les West Wycombe Caves. Entre 1726 et 1741, Francis Dashwood entreprend une série de Grand Tours : les idées et les manières qu'il apprend durant cette période l'influencent tout au long de sa vie et jouent un rôle central dans la modernisation et l’extension du manoir de son père, devenant l'édifice classique qui existe présent aujourd’hui.
Le manoir de West Wycombe a été décrit comme « l'un des bâtiments les plus théâtraux et les plus italianisants du milieu du XVIIIe siècle en Angleterre ». Ses façades reproduisent le style classique italien sur laquelle se base le palladianisme. Les colonnes dorique moderne du portique ouest de la demeure sont l'exemple le plus ancien du style Greek Revival en Grande-Bretagne.